# Vattatyúk
A Vattatyúk egy 1989-ben Super 8-as felvevővel készült, 35 mm-re felnagyított, 1990-ben bemutatott színes, magyar filmszatíra, amit Szőke András rendezett, Dobos Mária és Ferenczi Gábor közreműködésével.

## Cselekmény
Egy vidéki üzemi étkezdében az egyik alkalmazott a ketchupban talál egy aranytojást, amire egy nagy magyar-amerikai vegyesvállalat épülne. De ezt a tojást megeszi a gazdasági igazgató volt feleségének a tyúkja. Nincs más megoldás: a tyúkot fel kell bontani, de az exfeleségnek kell szerezni egy másikat is. Mivel ennek titokban kell maradnia, éppen ezért azt a másik tyúkot nem lehet becsületes úton megszerezni. Ráadásul történik itt még valami leöntés is. Ezt a két ügyet próbálja kideríteni Badár törzsőrmester és Vízi szakaszvezető. A sikeres nyomozás érdekében rekonstruálják az ügyet, amit kis amatőrfilmes kamerájukkal rögzítenek. A történet a rekonstruáláson keresztül bontakozik ki a néző előtt.

## Szereplők
- Szőke András (Szőke gazdasági igazgató)
- Badár Sándor (Badár törzsőrmester)
- Gazdag Tibor (Gazdag főpincér)
- Horváth János (Vízi szakaszvezető)
- Marinka Csaba (Marinka kisegítő)
- Juhász Gabriella (feleség/Tóth pincérnő)
- Hudi Ráhel Ada (kislány)
- Kovács Ágnes (Kovács szakácsnő)
- Nagy Ilona (Nagy szakácsnő)
- Brezovai Sándor (halőr/tyúkőr)

## Díjak
- 1990: B. Nagy László-díj Szőke Andrásnak (Budapest Magyar Filmkritikusok Díja).

## Érdekesség
- A Badár Sándor és Horváth János által alakított Badár és Vízi karaktere feltűnik később az Európa Kemping és a Nyócker! című filmekben is, valamint Badár karaktere a Zsiguli című filmben is, de ott Vízi nélkül.